# مایکل نیکویست
رالف آکه میکائیل نیکویست (سوئدی: Rolf Åke Mikael Nyqvist؛ زاده ۸ نوامبر ۱۹۶۰ - درگذشته ۲۷ ژوئن ۲۰۱۷) بازیگر سوئدی بود.
او در سن ۵۶ سالگی بر اثر سرطان ریه درگذشت.
از فیلم‌های معروف او می‌توان به فیلم‌های همسایه، زنی که رؤیای مردی را داشت، قاتل شکارچی، جان ویک، مأموریت: غیرممکن – پروتکل شبح، دختری با خالکوبی اژدها، کلنیا، کورسک و فرانک و لولا اشاره کرد.